# Trigonidium lineatifrons
Trigonidium lineatifrons är en insektsart som först beskrevs av Lucien Chopard 1935.  Trigonidium lineatifrons ingår i släktet Trigonidium och familjen syrsor. Inga underarter finns listade i Catalogue of Life.